# Albuñán
Albuñán er en by og kommune i det sydøstlige Spanien i provinsen Granada. Den har et indbyggertal på 422 (2024) indbyggere.